# Зезекалы (Зеньковский район)

Зезекалы (укр. Зезекали) — село,
Пышненковский сельский совет,
Зеньковский район,
Полтавская область,
Украина.
Население по данным 1984 года составляло 10 человек.
Село ликвидировано в 1990 году .

## Географическое положение
Село Зезекалы находится на расстоянии в 2,5 км от сёл Пышненки и Драны.

## История
- 1990 — село ликвидировано [1].
- Есть на карте 1869 года как хутор Зизикалы[2]
- В 1869 году на козачем хуторе Везекалов было 15 дворов где проживало 33 мужского и 38 женского пола[3]